# Louis de Mas Latrie
Louis de Mas Latrie, est un historien, paléographe et diplomatiste français, né le 9 avril 1815 à Castelnaudary et mort le 3 janvier 1897 à Paris.

## Biographie

### Origines familiales
Louis de Mas Latrie est né dans une famille d'ancienne bourgeoisie originaire du Languedoc, issue de Jean Dominique de Mas (mort le 17 janvier 1716), avocat au Parlement de Toulouse, subdélégué de la province du Languedoc au diocèse de Saint-Papoul.
Louis a pour petit-fils Jean de Mas Latrie (1879-1914), escrimeur et pentathlète. Cette famille compte également parmi ses membres un général de division en la personne de Jacques Marie Armand de Mas-Latrie (1851-1927).

### Carrière professionnelle
Après ses études à l’École royale des chartes, dont il sort archiviste paléographe en 1839,  Louis de Mas Latrie devient historien et travaille particulièrement sur l’île de Chypre au Moyen Âge. Ses recherches et travaux aiguisent son intérêt pour le Levant. Membre fondateur de  L'Œuvre des Écoles d'Orient plus connue actuellement sous le nom de L’Œuvre d’Orient le 4 avril 1856, il siège au sein du Conseil général, qui dirige l'association caritative du 25 avril 1856 jusqu’à sa mort en 1897.
Il est fait comte romain à titre héréditaire par un bref pontifical de Pie IX du 17 août 1875 .
Il séjourne à plusieurs reprises à l'Île de Chypre:  il est l’un des pères de l’histoire et de l’archéologie chypriote.
Il remplace en 1848 Jacques-Joseph Champollion comme professeur de diplomatique à l’École des chartes et le demeure jusqu’à sa retraite en 1885. Il choisit alors comme successeur Arthur Giry, qui était son assistant depuis deux ans.
Il est élu membre libre de l’Académie des inscriptions et belles-lettres en 1885. Il était également membre du Comité des travaux historiques et scientifiques et de la Société de l’histoire de France. Ses travaux ont remporté de nombreux prix, notamment un prix à l'Académie des Inscriptions en 1843, une médaille au concours des antiquités nationales en 1850 et les 1er et 2e prix Gobert en 1862 et 1878.
Il épouse en 1841 Pauline Rendu, nièce d'Ambroise Rendu, dont il aura quatre enfants. Veuf en 1862, il se remarie trois ans plus tard avec Anne Julie Chauvet, veuve d'un cousin germain de son épouse, Ambroise Rendu, de son vivant avocat au Conseil d'État et à la Cour de cassation. Son fils aîné, René de Mas Latrie (1844-1904), ancien élève de l’École des chartes, publia en 1875 une étude intitulée Du droit de marque ou droit de représailles au Moyen Age. L'une des petites-filles de Louis de Mas Latrie, Anne (1878-1946), épousa le polémiste royaliste Roger Lambelin.
Il est inhumé au cimetière de l'Ouest de Boulogne-Billancourt.

## Distinctions
- Officier de la Légion d'honneur (14 aout 1869)[8]
- Officier de l'ordre des Saints-Maurice-et-Lazare

- Officier de l'Ordre de Saint-Grégoire-le-Grand

## Principales œuvres
- Notice historique sur la paroisse de St Etienne-du-Mont, ses monuments et établissements anciens et modernes, suivie des offices propres à l'usage de la même paroisse, 1840
- Chronologie historique des papes, des conciles généraux et des conciles des Gaules et de France..., 1840
- Histoire de l'île de Chypre sous le règne des princes de la maison de Lusignan, 1852-1861 https://gallica.bnf.fr/ark:/12148/bpt6k28773f/f3.image.r=Chypre.langFR
- Dictionnaire des manuscrits ou Recueil de catalogues de manuscrits existants dans les principales bibliothèques d'Europe concernant plus particulièrement les matières ecclésiastiques et historiques, 1853
- Dictionnaire de paléographie, de cryptographie, de dactylologie, d'hiéroglyphie, de sténographie et de télégraphie, 1854
- Fac-simile des miniatures contenues dans le bréviaire Grimani conservé à la bibliothèque de St Marc, exécuté en photographie par Antoine Perini, avec explications de François Zanotto et un texte français de M. Louis de Mas Latrie, 1862
- Traités de paix et de commerce et documents divers concernant les relations des chrétiens avec les Arabes de l'Afrique septentrionale au moyen âge : recueillis par ordre de l'empereur et publiés avec une introduction historique, 1865
- Les Comtes de Jaffa et d'Ascalon du XIIe au XIXe siècle, 1879
- De quelques seigneuries de Terre-Sainte, 1878
- Les Rois de Serbie, 1888
- Les Seigneurs d'Arsur en Terre Sainte, 1894